# Джонс, Келли (теннисист)
Келли Джонс (англ. Kelly Jones; род. 31 марта 1964, Форт-Гордон, Огаста, Джорджия) — американский теннисист и теннисный тренер, бывшая первая ракетка мира в парном разряде.
- Победитель 10 турниров в турах Гран-при и АТР в одиночном и парном разрядах
- Двукратный финалист турниров Большого шлема в мужском парном разряде (оба — 1992 год с Риком Личем), финалист Уимблдонского турнира 1988 года в смешанном парном разряде

## Игровая карьера
Уроженец Джорджии Келли Джонс перебрался с семьёй в Сан-Диего (Калифорния) в возрасте 13 лет, и именно там раскрылись его способности к теннису. Он впервые принял участие в теннисных соревнованиях на национальном уровне только в 16 лет, но до конца юниорской карьеры успел стать финалистом юношеского чемпионата США в одиночном и парном разряде. С 1983 по 1986 год Келли Джонс выступал в студенческом чемпионате Северной Америки за команду Пеппердинского университета. Все четыре года он избирался в символическую любительскую сборную Северной Америки, а в 1984 и 1985 годах становился чемпионом среди студентов в парном разряде — сначала с однофамильцем Джеромом Джонсом, а затем с Карлосом ди Лаурой. В 1986 году сборная университета с его помощью заняла общее второе место в чемпионате NCAA. В 1984 году 20-летний Джонс представлял США на олимпийском теннисном турнире в Лос-Анджелесе, добравшись, однако, только до второго круга, а в 1986 году был включён в сборную США для участия в матчах молодёжного Кубка Дэвиса. Успехи Джонса в студенческие годы позже обеспечили ему место в Зале славы Пеппердинского университета (с 2009 года) и Зале славы Студенческой теннисной ассоцицации США (с 2013 года).
С 1986 года Келли Джонс начал участвовать в профессиональных теннисных турнирах и с начала 1987 года стал их постоянным участником. Уже в 1986 году он, пробившись через квалификационный отбор, дошёл до полуфинала Открытого чемпионата Японии в одиночном разряде после побед над тремя соперниками из первой сотни рейтинга АТР, включая 24-ю ракетку мира Дэвида Пейта. В парах к концу года он дважды побывал в финалах турниров класса «челленджер», победив в одном из них, и закончил сезон уже в числе ста лучших игроков мира в парном разряде. В январе 1987 года Джонс и его соотечественник Брэд Пирс выиграли турнир Гран-при в Окленде (Новая Зеландия), а до конца сезона Джонс добавил к этому титулу ещё два участия в финалах. В 1988 году на Уимблдонском турнире он в паре с Гретхен Мейджерс впервые в карьере вышел в финал турнира Большого шлема. Американская пара победила вначале посеянных 13-ми Тину Шойер-Ларсен и Микаэля Мортенсена, а затем первую пару турнира Мартина Навратилова-Эмилио Санчес и посеянных десятыми Патти Фендик и Рика Лича, уступив в итоге посеянным 14-ми Зине Гаррисон и Шервуду Стюарту.
Хотя и в дальнейшем основные успехи Джонса приходились на парный разряд, ему удалось дважды подряд выиграть турнир Гран-при в Сингапуре — в 1989 и 1990 годах. В первый год он добился этого успеха, занимая 397-ю строчку в одиночном рейтинге АТР и переиграв в финале 26-ю ракетку мира Амоса Мансдорфа. Через год он завоевал титул повторно, занимая в рейтинге 152-е место и одержав победы над тремя соперниками из первой сотни. К моменту этой победы на счету Джонса было уже четыре титула в парном разряде с тремя разными партнёрами, а несколько позже в том же году он пробился в полуфинал Открытого чемпионата США в паре с младшим соотечественником Патриком Гэлбрайтом. После победы на Гран-при Лиона Джонс вошёл в число 20 лучших теннисистов мира в парном разряде, но главный успех был ещё впереди.
В конце 1991 года новым партнёром Джонса стал Рик Лич. До конца сезона они успели только дойти до финала турнира высшей категории в Париже, победив вторую пару мира Дэвид Пейт-Скотт Дэвис и четвёртую пару мира Роберт Сегусо-Кен Флэк, прежде чем проиграть занимающим первые два места в мировом парном рейтинге Джону Фицджеральду и Андерсу Ярриду. Однако за следующий год Лич и Джонс вместе четыре раза играли в финалах, завоевав два титула. Оба финала, в которых им не удалось победить, были сыграны в турнирах Большого шлема — сначала на Открытом чемпионате Австралии, а затем на Открытом чемпионате США. В итоге в апреле 1992 года Джонс впервые в карьере вошёл в первую десятку рейтинга АТР в парном разряде, а в октябре, после Открытого чемпионата США, и возглавил его — правда, всего на одну неделю. Проиграв в паре с Личем первый же матч на турнире Tokyo Indoor, он потерял первую строчку в рейтинге и, как оказалось, уже навсегда. Дальнейшее их сотрудничество не сложилось, и весной 1993 года пара распалась.
Джонс продолжал выступать ещё несколько лет после своего звёздного часа, причём начиная с 1994 года часто играл в «челленджерах», находясь в рейтинге за пределами первой сотни. Свой последний турнир АТР он выиграл в 1997 году, после почти пятилетнего перерыва, в паре со Скоттом Мелвиллом, и окончательно завершил выступления на следующий год.
В 2013 году имя Келли Джонса было включено в списки Зала славы студенческого тенниса Межвузовской теннисной ассоциации.

## Рейтинг в конце года
| Разряд    | 1984 | 1985 | 1986 | 1987 | 1988 | 1989 | 1990 | 1991 | 1992 | 1993 | 1994 | 1995 | 1996 | 1997 | 2000  | 2004 | 2005 | 2006 |
| --------- | ---- | ---- | ---- | ---- | ---- | ---- | ---- | ---- | ---- | ---- | ---- | ---- | ---- | ---- | ----- | ---- | ---- | ---- |
| Одиночный | 745  | 489  | 168  | 156  | 366  | 110  | 133  | 233  | 445  | 169  | -    | -    | -    | -    | -     | -    | -    |      |
| Парный    | 252  | 304  | 94   | 64   | 65   | 135  | 22   | 37   | 5    | 130  | 138  | 87   | 90   | 73   | 1 466 | 712  | 967  | 624  |

## Участие в финалах турниров Большого шлема, Гран-при и АТР за карьеру
| Легенда                                  |
| ---------------------------------------- |
| Большой шлем (0)                         |
| Чемпионат мира АТР (0)                   |
| АТР Super 9 (0)                          |
| АТР Championship Series / ATP Gold (0+2) |
| АТР World / ATP International (1+4)      |
| Гран-при (1+2)                           |

Победы (2)
| №  | Дата           | Турнир       | Покрытие | Соперник в финале | Счёт в финале |
| -- | -------------- | ------------ | -------- | ----------------- | ------------- |
| 1. | 24 апреля 1989 | Сингапур     | Хард     | Амос Мансдорф     | 6-1, 7-5      |
| 2. | 30 апреля 1990 | Сингапур (2) | Хард     | Ричард Фромберг   | 6-4, 2-6, 7-6 |

| Результат | №   | Дата               | Турнир                                 | Покрытие | Партнёр          | Соперники в финале                | Счёт в финале      |
| --------- | --- | ------------------ | -------------------------------------- | -------- | ---------------- | --------------------------------- | ------------------ |
| Победа    | 1.  | 5 января 1987      | Окленд, Новая Зеландия                 | Хард     | Брэд Пирс        | Марк Вудфорд Карл Лимбергер       | 7-6, 7-6           |
| Поражение | 1.  | 2 февраля 1987     | Лион, Франция                          | Ковёр(i) | Дэвид Пейт       | Янник Ноа Ги Форже                | 6-4, 3-6, 4-6      |
| Поражение | 2.  | 12 октября 1987    | Тулуза, Франция                        | Хард(i)  | Патрик Кюнен     | Михил Схаперс Войцех Фибак        | 2-6, 4-6           |
| Победа    | 2.  | 4 июля 1988        | Ньюпорт, Род-Айленд, США               | Трава    | Петер Лундгрен   | Дэн Голди Скотт Дэвис             | 6-3, 7-6           |
| Поражение | 3.  | 13 ноября 1989     | Открытый чемпионат ЮАР, Йоханнесбург   | Хард(i)  | Джои Райв        | Люк Дженсен Ричи Ренеберг         | 0-6, 4-6           |
| Победа    | 3.  | 8 января 1990      | Окленд, Новая Зеландия (2)             | Хард     | Роберт ван'т Хоф | Гилад Блюм Паул Хархёйс           | 7-6, 6-0           |
| Победа    | 4.  | 5 февраля 1990     | Сан-Франциско, США                     | Ковёр(i) | Роберт ван’т Хоф | Глен Лейендекер Ричи Ренеберг     | 2-6, 7-6, 6-3      |
| Поражение | 4.  | 18 июня 1990       | Манчестер, Великобритания              | Трава    | Ник Браун        | Марк Кратцман Джейсон Столтенберг | 3-6, 6-2, 4-6      |
| Победа    | 5.  | 15 октября 1990    | Лион                                   | Ковёр(i) | Патрик Гэлбрайт  | Джим Грабб Дэвид Пейт             | 7-6, 6-4           |
| Поражение | 5.  | 28 октября 1991    | Париж, Франция                         | Ковёр(i) | Рик Лич          | Джон Фицджеральд Андерс Яррид     | 6-3, 3-6, 2-6      |
| Поражение | 6.  | 6 января 1992      | Сидней, Австралия                      | Хард     | Скотт Дэвис      | Серхио Касаль Эмилио Санчес       | 6-3, 1-6, 4-6      |
| Поражение | 7.  | 13 января 1992     | Открытый чемпионат Австралии, Мельбурн | Хард     | Рик Лич          | Тодд Вудбридж Марк Вудфорд        | 4-6, 3-6, 4-6      |
| Победа    | 6.  | 6 апреля 1992      | Открытый чемпионат Японии, Токио       | Хард     | Рик Лич          | Джон Фицджеральд Андерс Яррид     | 0-6, 7-5, 6-3      |
| Победа    | 7.  | 17 августа 1992    | Нью-Хейвен, Коннектикут, США           | Хард     | Рик Лич          | Патрик Макинрой Джаред Палмер     | 7-6, 6-7, 6-2      |
| Поражение | 8.  | September 14, 1992 | Открытый чемпионат США, Нью-Йорк       | Хард     | Рик Лич          | Джим Грабб Ричи Ренеберг          | 6-3, 6-7, 3-6, 3-6 |
| Поражение | 9.  | 3 мая 1993         | Тампа, Флорида, США                    | Грунт    | Тодд Мартин      | Джаред Палмер Деррик Ростаньо     | 3-6, 4-6           |
| Поражение | 10. | 28 апреля 1997     | Атланта, США                           | Грунт    | Скотт Дэвис      | Юнас Бьоркман Никлас Култи        | 2-6, 6-7           |
| Победа    | 8.  | 19 мая 1997        | Санкт-Пёльтен, Австрия                 | Грунт    | Скотт Мелвилл    | Люк Дженсен Мерфи Дженсен         | 6-2, 7-6           |

Поражение
| №  | Дата         | Турнир                      | Покрытие | Партнёр          | Соперники в финале          | Счёт в финале |
| -- | ------------ | --------------------------- | -------- | ---------------- | --------------------------- | ------------- |
| 1. | 20 июня 1988 | Уимблдонский турнир, Лондон | Трава    | Гретхен Мейджерс | Зина Гаррисон Шервуд Стюарт | 1-6, 6-7      |

## Тренерская карьера
По окончании выступлений Келли Джонс начал тренерскую карьеру, заключив контракт с Ассоциацией тенниса Соединённых Штатов. В дальнейшем он возглавил собственную теннисную школу Tennis LMS Institute и открыл Интернет-сайт для разработки планов и стратегий развития для семей, в которых растут теннисисты-юниоры высокого уровня. В 2011 году было сообщено о назначении Джонса главным тренером теннисной команды Университета Фурмана (Южная Каролина). Среди теннисистов, с которыми работал Джонс — бывшая четвёртая ракетка мира Джеймс Блейк, а также Марди Фиш, Ксавье Малисс (выигравший под его руководством свой первый титул АТР в одиночном разряде), Джон Изнер, Джастин Гимелстоб, Алекс О'Брайен и Раджив Рам.